# Иванов, Назарий Андреевич
Назарий Андреевич Иванов (20 октября 1816—11 марта 1883) — горный инженер, химик.

## Биография
Образование получил в Институте корпуса горных инженеров, который закончил в 1837 и затем преподавал в том же Институте в 1841—1868 годах химию в качестве репетитора, преподавателя и заслуженного профессора.
В 1852—1872 гг. управлял лабораторией горного департамента, преобразовав её в 1866.
Занимаясь всю жизнь аналитической химией, Иванов произвёл много точных анализов минералов и заводских продуктов, причём некоторые из этих работ имели весьма важное значение, например, первые по времени подробные анализы южно-русского каменного угля (1839).
За «Учебник аналитической химии» (СПб., 1855) Иванов получил 2-ю Демидовскую премию. Кроме того, он напечатал до 42 статей в «Горном Журнале» (1837—1868), исследование «О теплопроизводительной способности горючих материалов» («Памятная книжка для русских горных людей», СПб., 1863) и «О химических исследованиях минеральных красок, подобных умбре» («Записки минералогического общ.», 1866, серия II, ч. I).
Похоронен на Антакальнисском кладбище в Вильнюсе.